# Saint-Martin-Curton
 Saint-Martin-Curton  es una población y comuna francesa, en la región de Aquitania, departamento de Lot y Garona, en el distrito de Nérac y cantón de Casteljaloux.

## Demografía
| 375 | 291 | 249 | 225 | 232 | 266 |
| Para los censos de 1962 a 1999 la población legal corresponde a la población sin duplicidades (Fuente: INSEE [Consultar]) |     |     |     |     |     |